# Близнюкові методи досліджень

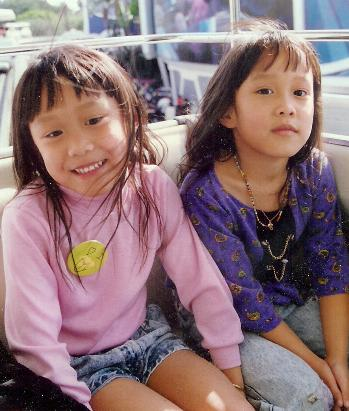
Дівчатка однояйцеві близнята

Близнюкові методи дослідження — це методи генетичних досліджень, що дозволяють встановити вплив генотипу та умов середовища на формування певної ознаки, тобто встановити її успадковуваність. Особливо важливі близнюкові дослідження у генетиці людини, оскільки в цьому випадку нема можливості використовувати інші підходи, такі як селекційні експерименти або контрольована маніпуляція умовами середовища.
Близнюкові методи найчастіше використовують для вивчення генетики поведінки, зокрема успадковуваності рис характеру, інтелекту тощо. Також такий підхід знайшов широке застосування у дослідженні етіології багатьох захворювань, таких як ожиріння, паркінсонізм, шизофренія та багато інших.
У близнюкових дослідженнях використовуються як однояйцеві (монозиготні) так і різнояйцеві (гетерозиготні) близнята. Однояйцеві близнята є цінним об'єктом вивчення у зв'язку із тим, що вони мають фактично ідентичний генотип (невелика мінливість може виникати внаслідок соматичних мутацій), особливої уваги заслуговують ті випадки, коли такі близнята зростали окремо одне від одного. В такому разі схожі ознаки близнят із великою імовірністю можна вважати зумовленими генотипом.
Гетерозиготні близнята мають в середньому тільки 50 % спільних поліморфних генів. Вони цінні для вивчення, як особи, що проживають за приблизно однакових умов довкілля, більш схожих ніж у братів/сестер однакового віку.

## Оцінка успадковуваності на основі близнюкових досліджень
Мінливість кожної ознаки визначається двома факторами — умовами середовища та генотипом:

VPh = VG + VE, 
де VPh — загальна дисперсія, VG — дисперсія зумовлена генетичними факторами, VE — дисперсія зумовлена довкіллям.
Успадковуваність (у широкому сенсі) певної ознаки — це та частка мінливості, що зумовлюється генотипом:

HB = VG/VPh;
Близнюкові методи дозволяють оцінити успадковуваність ряду ознак у людей. При цьому застосовуються два основні підходи:
- вивчення монозиготних близнят, що виховувались окремо;
- порівняння пар монозиготних та дизиготних близнят.

Другий метод використовується частіше, оскільки монозиготні близнята, розлучені у ранньому дитинстві, зустрічаються дуже рідко.
Під час порівняння пар монозиготних та дизиготних близнят використовується поняття конкордантність. Близнята вважаються конкордантними, якщо в обох присутня або в обох відсутня певна ознака (наприклад обоє мають хворобу Альцгеймера, або жоден із них не має цієї хвороби), близнята вважаються дискордантними, якщо певна ознака в них проявляється по-різному (наприклад, один має хворобу Альцгеймера, а інший — ні). Якщо на формування певної ознак дуже сильно впливає генотип, то відсоток конкордантності для однояйцевих близнят повинен бути вищий, ніж для різнояйцевих, чим більша ця різниця, тим більшою можна вважати успадковуваність ознаки.
| Порівняння конкордантності деяких ознак між однояйцевими та різнояйцевими близнятами | Порівняння конкордантності деяких ознак між однояйцевими та різнояйцевими близнятами | Порівняння конкордантності деяких ознак між однояйцевими та різнояйцевими близнятами |
| ------------------------------------------------------------------------------------ | ------------------------------------------------------------------------------------ | ------------------------------------------------------------------------------------ |
| Ознака                                                                               | Однояцеві близнята (% конкордантності)                                               | Різнояйцеві близнята (% конкордантності)                                             |
| Колір волосся                                                                        | 79                                                                                   | 22                                                                                   |
| Колір очей                                                                           | 99.6                                                                                 | 28                                                                                   |
| Кров'яний тиск                                                                       | 63                                                                                   | 36                                                                                   |
| Праворукість/ліворукість                                                             | 79                                                                                   | 77                                                                                   |
| Захворювання на кір                                                                  | 95                                                                                   | 87                                                                                   |
| Клишоногість                                                                         | 23                                                                                   | 2                                                                                    |
| Туберкульоз                                                                          | 53                                                                                   | 22                                                                                   |
| Рак молочної залози                                                                  | 6                                                                                    | 3                                                                                    |
| Шизофренія                                                                           | 80                                                                                   | 13                                                                                   |
| Синдром Дауна                                                                        | 89                                                                                   | 7                                                                                    |
| Розщеплення хребта                                                                   | 72                                                                                   | 33                                                                                   |
| Біполярний афективний розлад                                                         | 80                                                                                   | 20                                                                                   |

## Близнюкові реєстри
У багатьох дослідженнях використовуються близнюки волонтери, що зголошуються взяти участь. Цей підхід досить простий, але має свої недоліки: близнята, які зголошуються взяти участь можуть відрізнятись від тих, які не зголошуються. Наприклад, волонтерами частіше стають однояйцеві близнята ніж різнояйцеві. При дослідженні успадковуваності певних розладів, хворі близнята зголошуються частіше ніж здорові. Такі речі можуть впливати на результати, тому їх необхідно уникати. Для цього створюються реєстри близнюків.
Найпростіший метод створення баз даних близнят — це реєстрація кожного випадку народження двох і більше дітей. Такі реєстри існують у Великій Британії, Австралії, Німеччині, Бельгії, Скандинавських країнах, на Шрі-Ланці, а також у штатах Мінесота та Вірджинія США.
Близнюкові реєстри також можливо розробляти на основі інших баз даних — військових або медичних. У них ведеться пошук осіб із однаковими часом та місцем народження та прізвищем. Потім з такими особами зв'язуються, щоб переконатись у тому, що вони справді є близнятами.
Використання близнюкових реєстрів строго регулюються певними органами, для того, щоб запобігти порушенню приватності осіб. Інколи такі бази даних взагалі не містять контактної інформації близнюків, а тільки прив'язку до інших реєстрів, наприклад онкохворих або національних баз даних медичного страхування.

## Близнюкові дослідження інтелекту людини
Англійський вчений Сиріл Людовік Берт (англ. Cyril Lodowic Burt) між 1943 та 1966 роками опублікував серію досліджень успадковуваності людського інтелекту, що проводились із використанням пар монозиготних близнят, які були розлучені у ранньому дитинстві. Його дані свідчили про, те що інтелект успадковується на 70%. Через високий авторитет вченого наукове товариство сприйняло такі результати із довірою.
Проте після смерті Берта його дослідження були поставлені під сумнів: зокрема підозрілим виглядав той факт, що у трьох експериментах коефіцієнти кореляції інтелекту близнят, що виховувались окремо, були дуже близькими (у 1943 році — 0,770, у 1955 — 0,771, у 1966 також 0,771). Враховуючи, що вибірки близнят у всіх трьох дослідженнях були різними слід було б сподіватись більшого розкиду значень. Окрім того, в останній роботі Берта використовувались 53 пари близнят, розлучених у ранньому дитинстві. Ця цифра також викликала деякі сумніви, оскільки за підрахунками Такера, в жодному іншому схожому дослідженні, що проводилось від 1922 до 1990 року не було знайдено такої великої кількості близнят, які б задовольняли умови Берта. Щобільше, при комбінації всіх пар близнят, що використовувались у всіх цих роботах, їх заледве набиралось 53. Ще одним фактом, що свідчив на користь фальсифікації даних Бертом, було те, що імена двох його асистенток виявились вигаданими.
Відразу після звинувачень Берта в нього знайшлось багато захисників: зокрема його колишні студенти Айзенк та Коен. Досі невідомо, чи були дані Берта сфальсифіковані, але його результати були підтверджені іншими роботами: у 1990 році Томас Бучард (англ. Thomas J. Bouchard) показав, що інтелект таки залежить на 70% від генотипу.

### Періодичні видання
- Twin Research and Human Genetics [Архівовано 4 вересня 2011 у Wayback Machine.] ISSN 1832-4274 (Коефіцієнт впливовості 2009 1.994)